# Horní Bříza
Horní Bříza település Csehországban, az Észak-plzeňi járásban. Horní Bříza Kaznějov, Ledce, Hromnice, Žilov, Třemošná és Trnová településekkel határos. Lakosainak száma 4191 fő (2024. január 1.).

## Népesség
A település lakosságának változását az alábbi diagram mutatja:
| Lakosok száma | 328  | 451  | 1327 | 1752 | 3122 | 4487 | 4251 | 4213 | 4091 | 4191 |
|               | 1869 | 1890 | 1921 | 1950 | 1980 | 2001 | 2017 | 2019 | 2022 | 2024 |